# 弧矢九
弧矢九（π Pup/船尾座π)是南天星座船尾座的第二亮星。视星等2.73，可以在夜晚用肉眼看见。视差测量估计该星距离地球大约925光年。这是一个双星，伴星6.86等，距离主星0.72弧秒，位置角148°。
弧矢九的恒星分类为K3Ib。亮度分类Ib代表是个光度较低的超巨星，已经耗尽核心的氢，离开了主序带，膨胀到290倍太阳半径了。该星的表面温度大约4,000K，散发橙色的光芒。它是个半规则变星，视星等在2.70至2.85等间变化。弧矢九是疏散星团科林德135中最亮的恒星。